# Hampträsk
Hampträsk är en sjö i Finland. Den ligger i kommunen Sibbo i landskapet Nyland, i den södra delen av landet, 22 km nordost om huvudstaden Helsingfors. Hampträsk ligger 29 meter över havet. I omgivningarna runt Hampträsk växer i huvudsak barrskog. Arean är 3,9 hektar och strandlinjen är 0,81 kilometer lång. Sjön  ingår i Sibbo å huvudavrinningsområde. 